# Frilandsmuseet

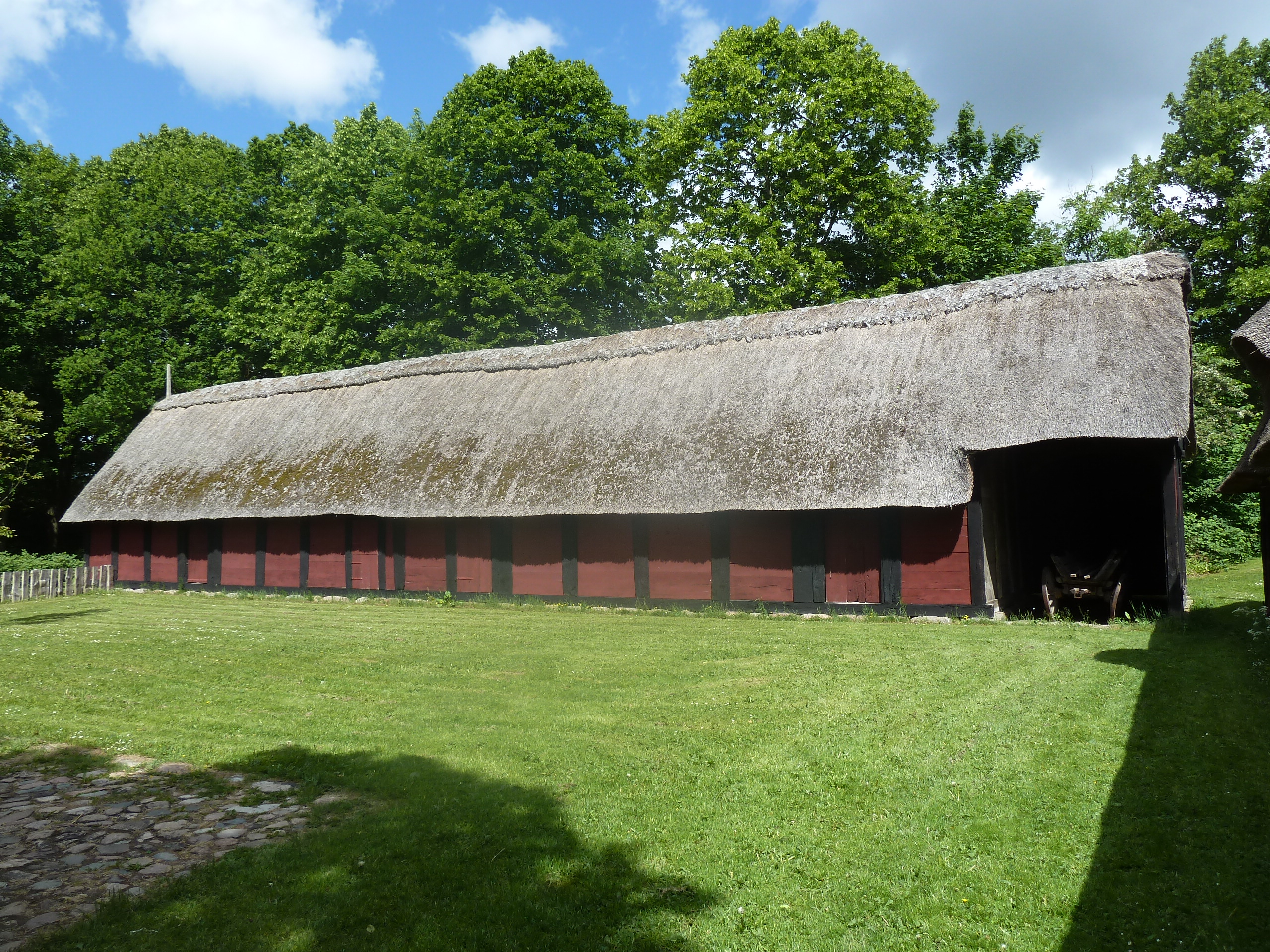
Schuur uit Zuid-Jutland

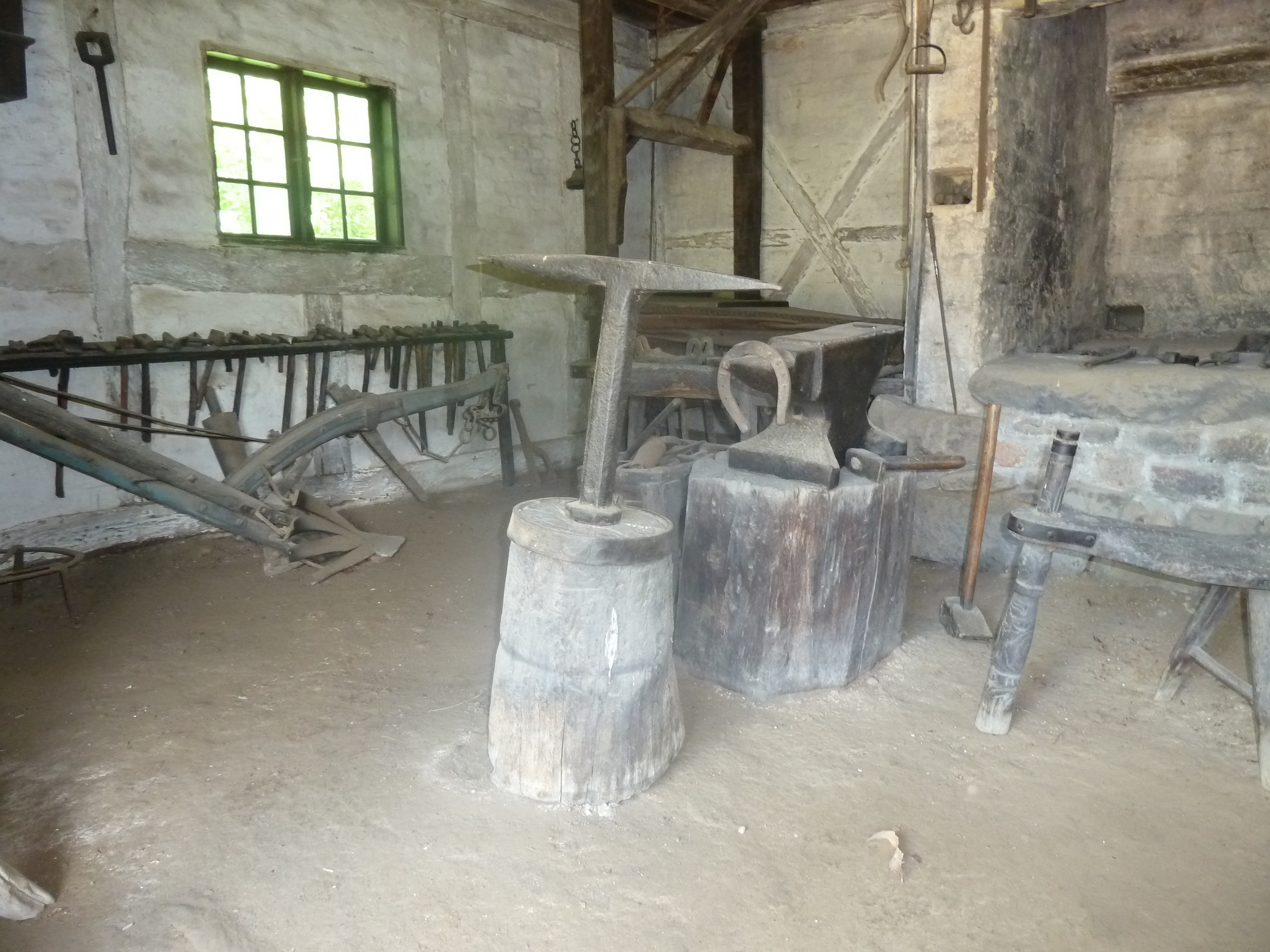
Interieur van de smederij

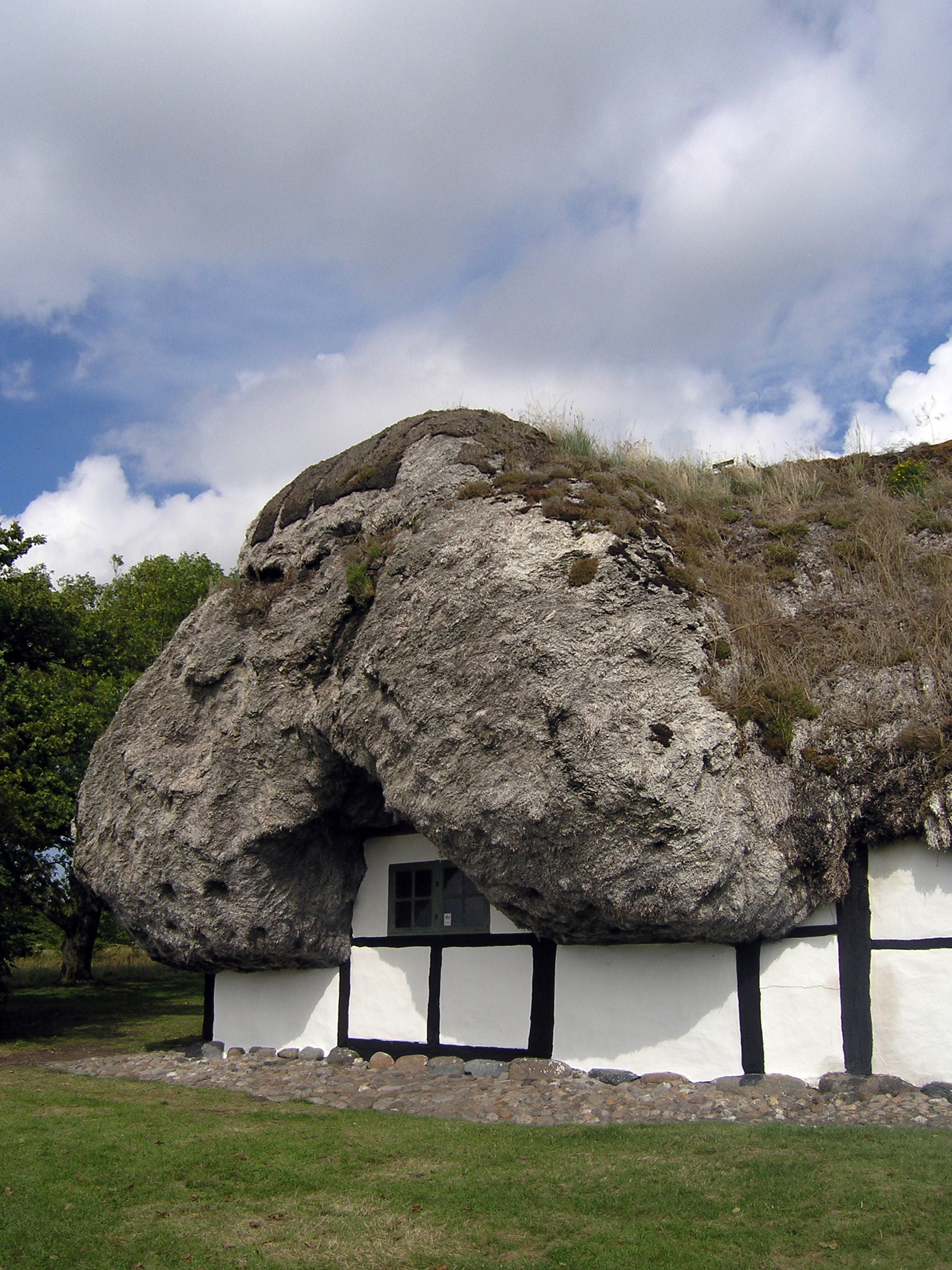
Huis uit Læsø, met zeerwier bedekt

Het Frilandsmuseet is een openluchtmuseum te Kongens Lyngby.
Het museum, dat vooral de plattelandscultuur van Denemarken belicht, werd geopend in 1897. Het heeft een oppervlakte van 40 ha en is daarmee één der oudste en grootste openluchtmusea ter wereld. In 1920 werd het een onderdeel van het Deense Nationale Museum.

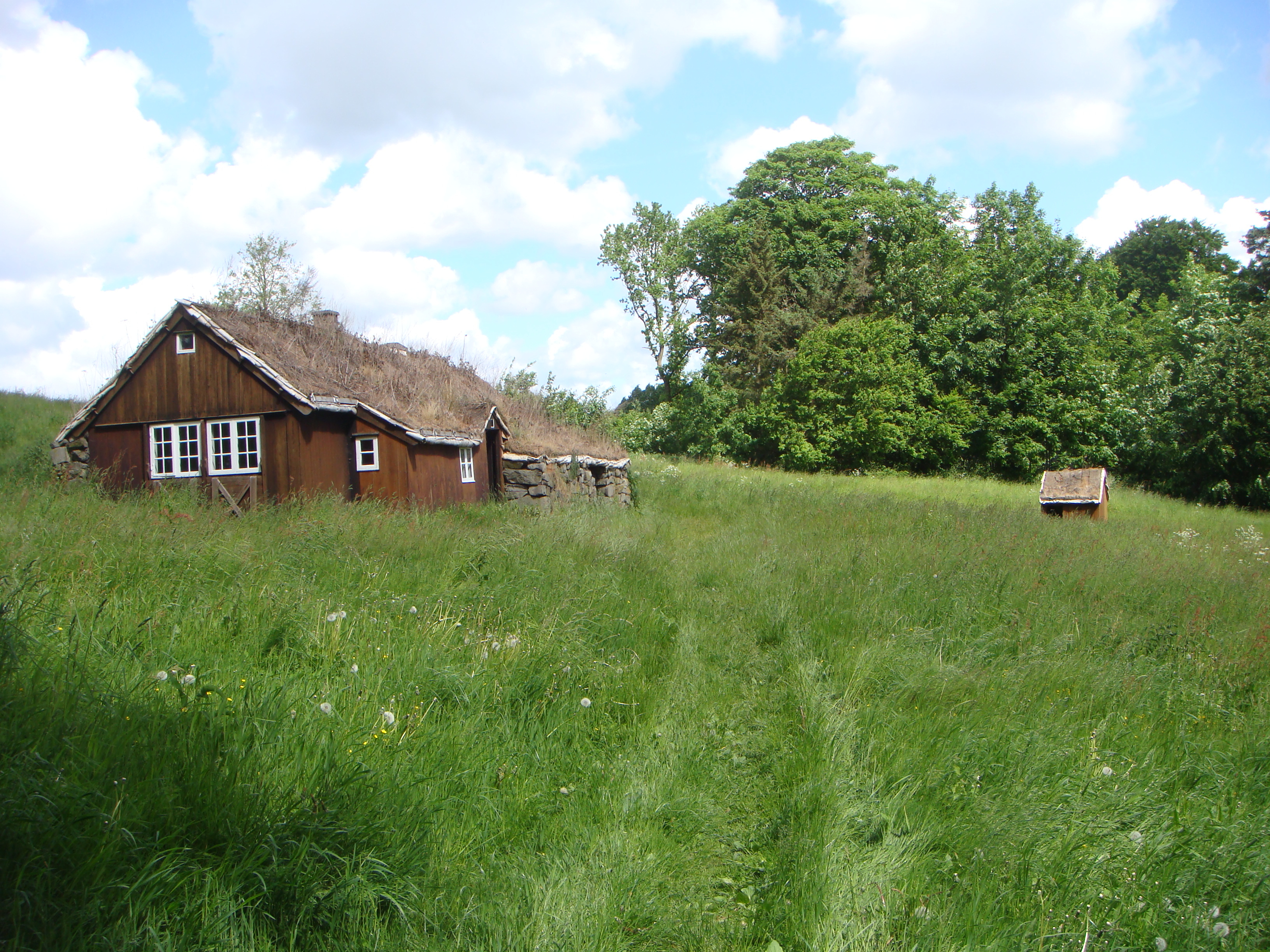
Huis uit de Faeröer

Het Frilandsmuseet omvat een honderdtal landelijke bouwwerken, in bouwjaar uiteenlopend van 1650-1950. Deze zijn afkomstig uit uiteenlopende delen van Denemarken, inclusief ver verwijderde eilanden als Bornholm, Læsø en de Faeröer-eilanden. Ook zijn er enkele bouwwerken uit voormalig Deense gebieden, zoals Skåne en Halland in het huidige Zweden, en Zuid-Sleeswijk in het huidige Duitsland.
Er zijn veel landelijke woningen te zien, van armenhutten tot landhuizen. Ook zijn er bedrijfsgebouwen zoals boerderijen, werkplaatsen en fabriekjes. Hierin worden nog oude ambachten bedreven. Ook zijn er tuinen en oude landschappen, waarin ook oude landbouwdierenrassen worden gefokt. Een zestal wind- en watermolens zijn eveneens in het museum opgesteld.